# 10963 van der Brugge
10963 van der Brugge eller 2088 T-1 är en asteroid i huvudbältet som upptäcktes den 25 mars 1971 av den nederländsk-amerikanske astronomen Tom Gehrels och det nederländska astronomparet Ingrid van Houten-Groeneveld och Cornelis Johannes van Houten vid Palomarobservatoriet. Den är uppkallad efter amatörastronomen Aad H. van der Brugge.
Asteroiden har en diameter på ungefär 5 kilometer och den tillhör asteroidgruppen Eos.